# Kilian Jakob
Kilian Jakob (Bad Neuenahr-Ahrweiler, 25 januari 1998) is een Duits voetballer die speelt als verdediger. In augustus 2017 maakte hij de overstap van TSV 1860 München naar FC Augsburg. 

## Clubcarrière
In 2010 maakte Jakob de overstap van FC Dreistern Neutrudering naar de jeugdafdeling van TSV 1860 München. In het seizoen 2016/17 maakte hij zijn debuut in het tweede elftal, uitkomend in de Regionalliga Bayern. Op 18 juli 2016 mocht hij in de wedstrijd tegen FC Ingolstadt 04 II, welke eindigde in een 2-1 overwinning, beginnen in de basis. Op 28 oktober maakte hij zijn debuut voor het eerste team, uitkomend in de 2. Bundesliga. Ook hier mocht hij, in de wedstrijd tegen FC Erzgebirge, in de basis beginnen. De wedstrijd eindigde met een 6-2 overwinning en Jakob speelde de hele wedstrijd.
Na degradatie uit de 2. Bundesliga, werd 1860 München teruggezet naar de amateurs in de Regionalliga Bayern. Jakob kreeg na deze degradatie een plek in het eerste elftal, en speelde in het begin van het seizoen zeven wedstrijden waarin hij twee doelpunten wist te maken. Op 30 augustus 2017 maakte hij alsnog de overstap naar FC Augsburg, waar hij een profcontract tot 2022 tekende. Jakob werd in de selectie van het tweede elftal geplaatst, waar hij op 8 september zijn debuut tegen SpVgg Bayreuth maakte. Daarnaast maakte Jakob datzelfde seizoen nog zijn debuut in de Bundesliga in de wedstrijd tegen TSG Hoffenheim, die in een 0-2 verlies eindigde. Jakob begon in de basis, maar werd in de 51ste minuut vervangen door Sergio Córdova.
Tijdens de wedstrijd tegen Wacker Burghausen liep hij een gebroken knieschijf op waardoor voor hem het seizoen was afgelopen.

## Clubstatistieken
| Seizoen | Club                | Competitie          | Competitie | Competitie | Beker | Beker | Internationaal | Internationaal | Overig | Overig | Totaal | Totaal |
| Seizoen | Club                | Competitie          | Wed.       | Dlp.       | Wed.  | Dlp.  | Wed.           | Dlp.           | Wed.   | Dlp.   | Wed.   | Dlp.   |
| ------- | ------------------- | ------------------- | ---------- | ---------- | ----- | ----- | -------------- | -------------- | ------ | ------ | ------ | ------ |
| 2016/17 | TSV 1860 München II | Regionalliga Bayern | 10         | 1          | 0     | 0     | -              | -              | 0      | 0      | 10     | 1      |
| 2016/17 | TSV 1860 München    | 2. Bundesliga       | 1          | 0          | 0     | 0     | 0              | 0              | 0      | 0      | 1      | 0      |
| 2017/18 | TSV 1860 München    | Regionalliga Bayern | 7          | 2          | 1     | 0     | -              | -              | 2      | 0      | 10     | 2      |
| 2017/18 | FC Augsburg         | Bundesliga          | 1          | 0          | 0     | 0     | 0              | 0              | 0      | 0      | 1      | 0      |
| 2017/18 | FC Augsburg II      | Regionalliga Bayern | 16         | 0          | 0     | 0     | 0              | 0              | 0      | 0      | 16     | 0      |
| Totaal  | Totaal              | Totaal              | 35         | 3          | 1     | 0     | 0              | 0              | 2      | 0      | 38     | 3      |

Bijgewerkt op 22 september 2018.